# 维埃纳省
维埃纳省（法語：Vienne，法語：[vjɛn] ⓘ）是法國新阿基坦大區所轄的省份，普瓦图最东端土地，得名于維埃納河。該省編號為86。